# 傅瀚
傅瀚（1435年—1502年），字曰川，号体斋，江西承宣布政使司臨江府新喻縣（今江西省新余縣）人，明朝政治人物，官至禮部尚書。

## 生平
天順三年（1459年）舉己卯科江西鄉試第二十五名舉人，天顺八年（1464年），登甲申科三甲第五名进士，选庶吉士，授翰林院检讨，升左諭德，直講東宮。
明孝宗继位后，升任太常少卿兼翰林院侍讀，历任禮部左、右侍郎。之后兼任翰林院学士，进入东阁，兼掌詹事府。弘治十三年，代徐瓊為禮部尚書。多次劝阻孝宗赏赐各地献礼，并请躬行節儉。弘治十五年（1502年）卒，贈太子太保，謚文穆。

## 事跡
弘治十三年（1500年），陕西鄠县民毛志学获玉玺于泥水之滨，巡抚熊翀以为傳國玉璽复出，遣人献于朝廷。傅瀚鑒定為假，建議姑且藏於內府。

## 家族
曾祖傅原顯。祖父傅汝器。父傅邦本。母簡氏。具慶下。弟傅淳、傅潮。子傅元，弘治乙丑進士。